# Schlacht von Mons Badonicus
Die Schlacht von Mons Badonicus (Mount Badon /ˈbeɪdən/ [bisweilen auch Badon Hill] auf Englisch und Mynydd Baddon auf Walisisch) war eine kriegerische Auseinandersetzung, die im „dunklen Zeitalter“, im späten 5. oder frühen 6. Jahrhundert, zwischen einer angeblich von Ambrosius Aurelianus (oder nach späterer Überlieferung vom legendären Artus) angeführten Streitmacht der Romano-Briten und einer Heerschar der in Britannien eingedrungenen Angelsachsen stattgefunden haben soll. Durch den Sieg der Britonen soll der angelsächsischen Eroberung Britanniens laut mittelalterlichen englischen und walisischen Quellen ein zwischenzeitlicher Rückschlag zugefügt worden sein. Wegen der geringen Zahl früher Quellen und deren nur kurzen Ausführungen gibt es keine Sicherheit über den genauen Zeitpunkt, den Ort oder die Details dieser Auseinandersetzung.
Da die Erforschung der mutmaßlichen historischen Hintergründe der Artussage, in der die Schlacht eine prominente Rolle spielt, vielfach von wissenschaftlichen Laien betrieben wird, kursieren überdies zahllose unbewiesene und unbeweisbare Vermutungen, so dass es schwerfällt, die wenigen unstrittigen Fakten und plausiblen Hypothesen auszumachen.

## Frühe Quellen
Die älteste Erwähnung der Schlacht von Mons Badonicus findet sich bei Gildas in seiner in der ersten Hälfte des 6. Jahrhunderts verfassten Schrift De Excidio et Conquestu Britaniae (Über den Ruin und die Eroberung Britanniens). Es ist unklar, ob Gildas annimmt, dass noch der von ihm gepriesene Ambrosius Aurelianus in dieser Schlacht der Anführer der Romano-Briten war.
Als Nächstes wird die Schlacht von Beda Venerabilis in seiner im ersten Drittel des 8. Jahrhunderts niedergeschriebenen Historia ecclesiastica gentis Anglorum (Kirchengeschichte des englischen Volkes) erwähnt. Der klerikale Geschichtsschreiber führt aus, dass unter den angelsächsischen Invasoren ein großes Gemetzel angerichtet worden sei.
In den beiden zeitlich nachfolgenden Quellen, der Nennius zugeschriebenen, um 830 verfassten Historia Brittonum sowie in den im 10. Jahrhundert entstandenen walisischen Annales Cambriae, wird erstmals Artus als Anführer der Romano-Briten namhaft gemacht. Die Historia Brittonum liefert in ihrem 56. Kapitel (Arthuriana) einen semihistorischen Katalog von zwölf Schlachten, die der hier als dux bellorum (Heerführer) charakterisierte Artus gegen die Angelsachsen ausgetragen habe. Die letzte dieser Schlachten sei jene von Mons Badonicus gewesen, in der Artus allein 960 Gegner erschlagen haben soll. Laut dem Eintrag in den Annales Cambriae zu dieser Schlacht habe Artus drei Tage und drei Nächte das Kreuz Christi auf seinen Schultern getragen und die Britonen hätten den Sieg davongetragen. Es kann berechnet werden, dass die Annales Cambriae dieses kriegerische Ereignis auf das Jahr 516 datieren.

## Die ungewissen Details
Der Ort der Schlacht ist genauso umstritten wie der Name des Anführers der Romano-Briten. Gildas, halbwegs ein Zeitgenosse, der in seiner Schrift De Excidio et Conquestu Britonum festhält, dass die Schlacht in seinem Geburtsjahr stattgefunden habe, nennt weder die Namen der Befehlshaber, noch liefert er irgendeine Information, die helfen könnte, den Ort der Schlacht festzustellen. Möglicherweise hatte er Ambrosius Aurelianus als britonischen Anführer im Sinn.

### Ort
Eine Reihe von Stellen in Britannien wurden in den letzten tausend Jahren vorgeschlagen, von der heutigen Grenze zwischen England und Schottland bis zum Südende der Insel. Der plausibelste Ort scheint Bath zu sein, die Stadt, die die Sachsen als Badon kannten. Alle Vorschläge jedoch basieren auf Vermutungen, die aus dem Mangel an Fakten herrühren, da die Quellenlage für die britische Geschichte zwischen 410 und 600 ausnehmend schlecht ist.
Bei jeder vorgeschlagenen Örtlichkeit müssen folgende Punkte Berücksichtigung finden:
1. Das Schlachtfeld lag vermutlich an der Grenze zwischen den Territorien der britischen (römisch-keltischen) Einwohner und der angelsächsischen Invasoren.
2. Die Annales Cambriae, die in der Harleian-Ausgabe der Historia Brittonum entdeckt wurden, bewahren unter dem Jahr 665 einen Eintrag einer 2. Schlacht am Mons Badonicus, bei der es um einen Streit zwischen zwei Königreichen des 7. Jahrhunderts geht. Dabei ist unklar, welche Königreiche gemeint sind und ob diese zweite Schlacht vielleicht in anderen Aufzeichnungen erwähnt wird.

### Teilnehmer
Auch die Namen der Teilnehmer (der ersten Schlacht) sind in der Diskussion. Die (späte) Historia Brittonum überliefert den Namen des romano-britischen Befehlshabers mit Artus (bzw. Artorius), während jüngere wissenschaftliche Studien auf Ambrosius Aurelianus verweisen, der während der Abwehrkämpfe gegen die Angelsachsen eine wichtige Rolle gespielt zu haben scheint. Der Befehlshaber der Sachsen soll König Ælle gewesen sein. Taliesin verweist in einem Gedicht, das vielleicht – aber nicht beweisbar – aus dem Jahr 546 oder 547 stammt, auf die Schlacht von Badon mit Artus, Hauptspender von Festgelagen […] die Schlacht, an die sich alle Männer erinnern. Im historischen Kontext bezeichnet Hauptspender von Festgelagen (chief giver of feasts) den de facto obersten Anführer.

### Datum
Das genaue Datum der Schlacht ist ebenfalls ungeklärt. Gildas schreibt ad annum obsessionis Badonici montis... quique quadragesimus quartus ut novi orditur annus mense iam uno emenso qui et meae nativitatis est, was üblicherweise mit das Jahr der Schlacht am Mount Badon... die vor 44 Jahren und einem Monat stattfand, welches das Jahr meiner Geburt war übersetzt wird. Da Gildas dies wohl 547 oder kurz davor schrieb (König Maelgwn von Gwynedd lebte noch), spricht er vom Jahr 503 bzw. kurz davor. In dieser Passage befindet sich jedoch eine Mehrdeutigkeit, die Beda so interpretiert, als habe die Schlacht 44 Jahre nach der Ankunft der Angelsachsen in Britannien stattgefunden. Dann wäre mit dem Jahr 449, das Beda für die Ankunft annimmt, das Jahr 493 für die Schlacht anzusetzen. Die später entstandenen Annales Cambriae wiederum nennen das Jahr 516, das allerdings nur von wenigen Gelehrten akzeptiert wird (Daten der Annales Cambriae, die nach 525 liegen, wurden aus zeitgenössischen Tabellen für das Osterdatum ermittelt; Daten vor 525 sind wesentlich unzuverlässiger).
Indirekte Unterstützung für ein Datum nahe bei 493, jedenfalls eher als 503, kommt aus den Hagiographien. Die sehr viel später verfassten Lebensbeschreibungen von Dewi Sant (Sankt David), Caradoc von Llancarfan und Gildas berichten, dass Gildas die Abtei Ty Gwyn 527 oder 528 besucht habe, wobei David ihm vorwarf, dass er zu jung für sein Amt sei. In Hagiografien, die zumeist im 11. Jahrhundert geschrieben sind, können zu Propagandazwecken Wunder erfunden, aufgebauscht oder entlehnt oder Todesdaten abgeändert worden sein, aber ihre Autoren hatten keinen Grund, rein weltliche Fakten, wie die Daten und Orte von Begegnungen, zu verzerren. Abgesehen davon, dass die Lebensgeschichten der Heiligen unabhängig voneinander aufgezeichnet wurden, jeder in der Abtei, in der der jeweilige Heilige gelebt hat – in St. David’s zu David, in Llancarfan zu Cadoc und in Rhuys zu Gildas.
In Rhygyfarchs Lebensbeschreibung des David wird gesagt, dass er zehn Jahre durch Sankt Paulinus Aurelianus (Pol de Léon) erzogen wurde, bevor er Abt von Ty Gwyn wurde. Davids Geburt kann kaum nach 514 gewesen sein. Rhygyfarch sagt auch, dass Gildas Davids Mutter, der heiligen Non, predigte, während sie mit ihm schwanger war. Wenn Gildas 514 alt genug zum Predigen war, wäre es unplausibel, das Jahr seiner Geburt und damit das Jahr der Schlacht auf später als 498 zu legen.

## Auswirkungen
Laut den frühen Quellen wurde der Vormarsch der Angelsachsen in Britannien durch ihre Niederlage am Mons Badonicus für eine Reihe von Jahren aufgehalten, wenngleich auch die Romano-Briten hohe Verluste erlitten haben dürften. Während die Angelsächsische Chrnoik nicht über die Schlacht berichtet, dokumentiert sie deutlich eine Lücke von fast 70 Jahren zwischen zwei bedeutenden angelsächsischen Anführern oder Bretwaldas: Ælle von Sussex und Ceawlin von Wessex im 5. und 6. Jahrhundert.
Der spätantike Historiker Prokopios von Caesarea berichtet, dass ihm um 550 von einem Mitglied einer diplomatischen Delegation der Franken, die in Begleitung von einer Gruppe von Angeln war, erzählt wurde, dass eine Anzahl von Britonen und Angelsachsen ihre Insel wegen Überbevölkerung verlassen habe, um sich in Nordgallien niederzulassen. Allerdings sind Prokops Berichte über Gallien und Britannien mit großer Vorsicht zu behandeln, da sie viele unglaubwürdige Details enthalten. Andere Berichte aus der Mitte des 6. Jahrhunderts erwähnen Gruppen von Angelsachsen, die Britannien verlassen, um diesseits des Ärmelkanals zu siedeln. Beide Informationen deuten darauf hin, dass eine negative Entwicklung bei der Ausbreitung der Angelsachsen auf der Insel eingesetzt hatte.
Archäologische Hinweise von den Friedhöfen der heidnischen Angelsachsen deuten an, dass eine Anzahl ihrer Siedlungen verlassen und die Grenze zwischen den Invasoren und den britischen Einwohnern um das Jahr 500 herum zu Lasten der Angelsachsen verschoben wurde. Die Angelsachsen einerseits besaßen zu dieser Zeit die Grafschaften Kent, Sussex, Norfolk und Suffolk sowie Landstriche am Humber; andererseits ist es deutlich, dass die Britonen nicht nur alles westlich einer Linie von der Mündung des Wiltshire Avon bei Christchurch (Dorset) hinauf zum Trent, dann diesen Fluss entlang bis zum Humber, und schließlich den Derwent in Yorkshire entlang bis zur Nordsee kontrollierten, sondern auch eine Enklave, die bis zum Norden und Westen von London und dem Süden von Verulamium (der drittgrößten Stadt der Römer in Britannien, bei St Albans in Hertfordshire gelegen) reichte, und sich nach Westen bis an die Grenze erstreckte. Die Britonen, die dieses Gebiet verteidigten, konnten ihre Truppen ungefährdet über die Watling Street zur Verstärkung ihrer Garnisonen in London oder Verulamium bringen, womit sie gleichzeitig das Gebiet der Angelsachsen teilten, eines südlich des Weald im östlichen Kent und eines rund um den Wash.
Falls diese Theorie richtig ist, kann man annehmen, dass Cuthwulf, ein Verbündeter von Ceawlin von Wessex, die Britonen 571 bei Bedcanford schlug und anschließend die vier Orte Limbury, Aylesbury in Buckinghamshire, Benson und Eynsham besetzte, sodass der britische Keil zwischen den Siedlungsgebieten der Angelsachsen zerbrochen war, und der brüchige Friede, welcher der wichtigen Schlacht am Mons Badonicus gefolgt war, damit dem Ende entgegenging.